# ISO 3166
ISO 3166 (ICS n° 01.140.30) az ISO által elfogadott országkódokat tartalmazó nemzetközi szabvány.
E szabvány a világ csaknem minden országának kódját meghatározza, az alábbiak szerint:
- ISO 3166-1 – az első ízben 1974-ben publikált országok listája (ISO/DIS 3166-1),
- ISO 3166-2 – az egyes országok részeinek, településeinek listája (ISO/CD 3166-2),
- ISO 3166-3 – az először 1998-ban publikált, érvényüket vesztett kódok listája.

A két betűből álló kódok képezik az alapját:
- az országok valutái és pénznemei kódjának ISO 4217,
- az internetes top-level domain-nevek országkódjainak,
- stb.

## Lásd még
- Nomenclature of Territorial Units for Statistics
- Nemzetközi gépkocsijelek listája

## Külső kapcsolatok
- ISO 3166 Maintenance agency (ISO 3166/MA) – ISO's focal point for country codes Archiválva 2004. szeptember 23-i dátummal a Wayback Machine-ben